# 밀양 대씨
밀양 대씨(密陽大氏)는 한국의 성씨이다. 시조는 발해를 세운 대조영(大祚榮)이다.

## 역사
698년 고구려 무장(武將)이었던 걸걸중상(乞乞仲象)의 아들 대조영(大祚榮)이 고구려 유민을 지배층으로, 말갈족을 피지배층으로 발해(渤海)를 세웠다. 발해(渤海)가 요(遼)나라에 의해 멸망하고 발해의 태자(太子)였던 대광현(大光顯)이 고려에 망명하였는데, 발해의 마지막 왕 대인선의 아들이었던 대탁(大鐸)도 유민을 이끌고 밀양(密陽)에 정착하여 밀양 대씨(密陽大氏)의 기원이 되었다고 전해진다.
1세조인 이부 상서(吏部尙書) 대탁(大鐸)의 아들 대덕세(大德歲)가 조선시대에 관직을 지내고 나라에 공을 세워 밀양군(密陽君)에 봉해졌으며 그의 아들 대문기(大文記)는 한성판윤(漢成判尹)을 역임하였고, 첨지중추부사(僉知中樞府事)를 지낸 대중택(大重澤)은 호조판서(戶曹判書)를 역임한 대국언(大國彦)과 함께 가문을 빛냈다.

## 같이 보기
- 협계 태씨(俠溪 太氏)
- 영순 태씨(永順 太氏)